# Église Saint-Éloi de Villiers-en-Bière
L’église Saint-Éloi est un édifice religieux catholique situé à Villiers-en-Bière, en France.

## Situation et accès
L’édifice est situé dans la rue d’Orsonville, dans le sud-ouest de Villiers-en-Bière. Plus largement, il se trouve dans le département de Seine-et-Marne, en région Île-de-France.